# 維特河 (保加利亞)

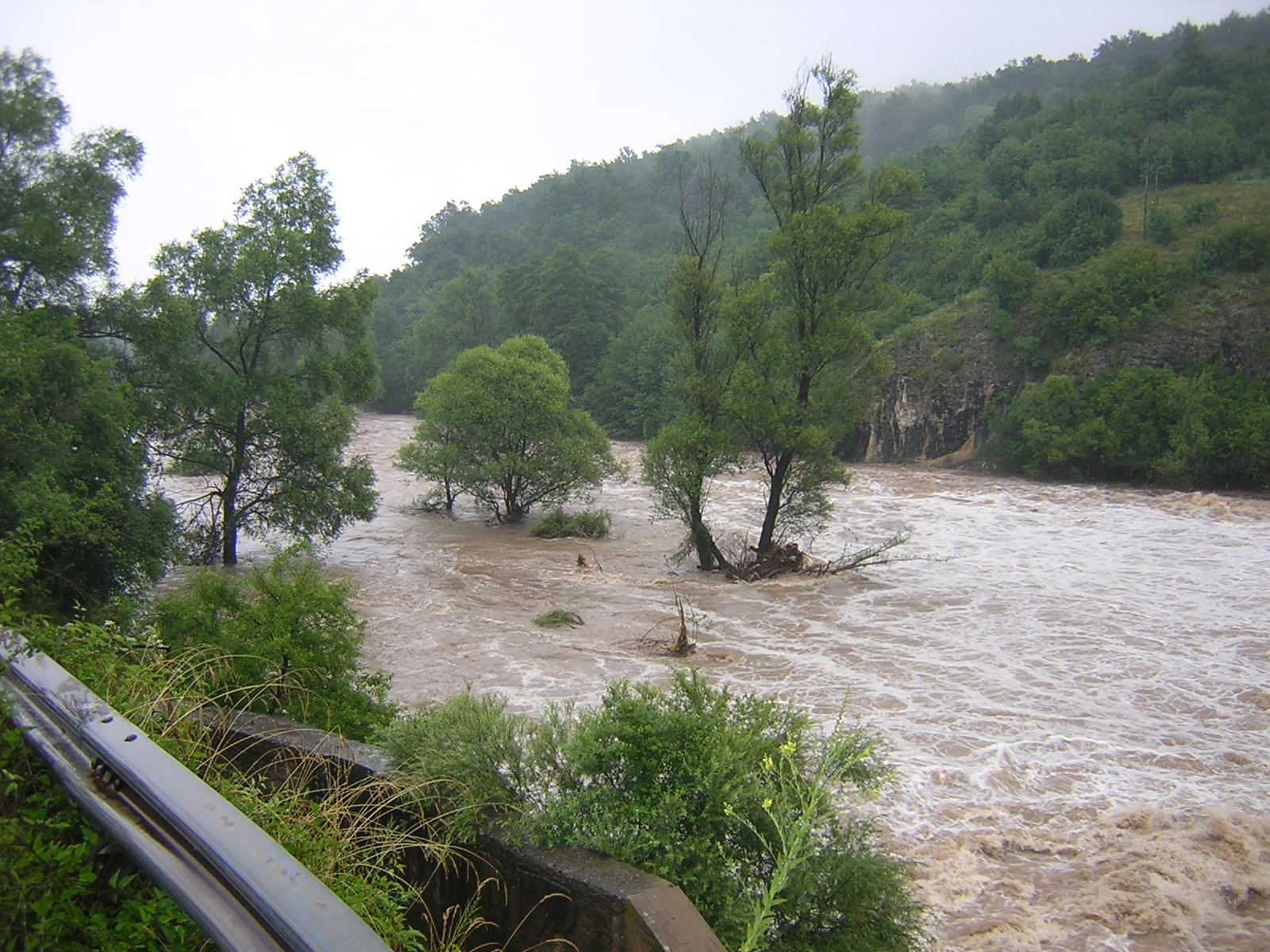

維特河是保加利亞的河流，位於該國中北部，屬於多瑙河的支流，河道全長189公里，流域面積3,220平方公里，河畔城鎮有泰特文、普列文、下德布尼克、下米特羅波利亞和古良齊。
43°41′N 24°45′E / 43.683°N 24.750°E